# Opritchnina

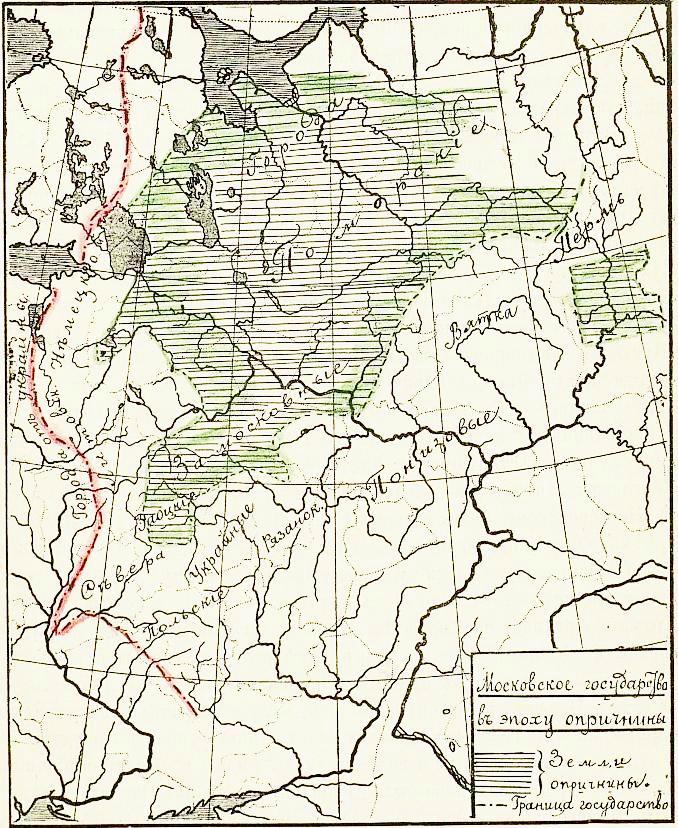
En hachuré, le territoire de l'opritchnina.

La formule russe gossoudarieva opritchnina (cyrillique : государева опричнина), en français « la réserve du Souverain », désigne, de 1565 à 1572, la partie de la Russie sur laquelle le tsar (Ivan IV) exerce un pouvoir absolu, le reste du territoire, appelé zemchtchina, étant dévolu aux boyards.
Par métonymie, le mot opritchnina prend le sens de « pouvoir impitoyable et sans limites », tel qu'il est exercé pendant quelques années par Ivan IV (Ivan le Terrible), avec entre autres de nombreuses exécutions de boyards considérés comme ennemis et confiscations de biens. Davantage, à la lumière de la langue usée à cette époque, l'opritchnina était également un terme employé alors qu'un « douaire [ était ] attribué aux veuves des grands princes », ce dernier qui dans ce contexte de terreur, se verra attribué à d'autres instances.

## Contexte
Le 3 décembre 1564 — jour anniversaire de la mort de son père —, après dix-huit ans de règne, Ivan IV ordonne de quitter Moscou, sans désigner personne pour conduire l'État. Le périple prend du temps. Le cortège s'arrête jusqu'au 17 décembre à Kolomenskoïe, passe par la Trinité-Saint-Serge et s'installe finalement à Alexandrovna Sloboda (nord-est de Moscou) avec la tsarine Maria Temrioukovna, les tsarévitchs et tous les familiers de la cour.
Le 3 janvier 1565, Ivan adresse au métropolite de Moscou, Athanase, une missive dans laquelle il dénonce les trahisons des boyards et annonce son intention d'abdiquer. Il renchérit en affirmant que ce sont ces boyards qui « ont mis le pays en coupe réglée, vidé le trésor, accablé la population et refusent de se battre contre les ennemis de l'extérieur ».
Une délégation composée du métropolite, de boyards et de marchands se rend à Alexandra Sloboda pour lui demander de revenir sur le trône. Ivan pose une seule condition : que l'on accepte de lui laisser un pouvoir illimité. Loin de connaître l'ampleur que prendraient les actions d'Ivan IV, la délégation formulait à son égard de : « ne pas abandonner son peuple, sauf à gouverner selon son bon plaisir et à traiter comme il le jugerait à propos ceux dont il croyait avoir à se plaindre ». Le clergé doit donc renoncer à son droit d'intercéder en faveur de personnes tombées en disgrâce, et les boyards aux garanties d'une justice équitable. La délégation accepte la condition et, un mois plus tard, le tsar rentre à Moscou.

## Mise en place et étendue de l'opritchnina

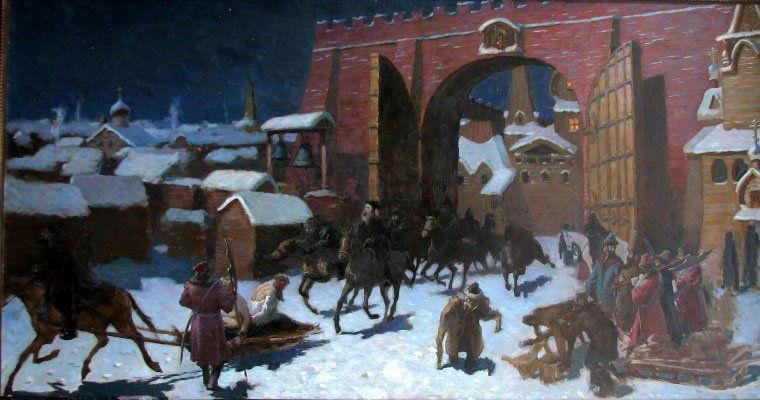
Les opritchniki, peinture par Vassili Khoudiakov.

Le même mois, un oukase du tsar divise la Moscovie en deux territoires : la zemchtchina conserve l'ancienne administration tsariste et l'opritchnina (la « réserve »), où Ivan IV détient un pouvoir sans limite. Par la même occasion, il crée les opritchniki, une troupe d'élite qui doit lui obéir au doigt et à l'œil. Ces hommes vêtus de noir, que le peuple appelle la « troupe satanique », ont un balai et une tête de chien accrochés à leur selle. Ils sont menés par des boyards qui ne jurent que par Ivan. Ces derniers sont principalement équipés d'armes tels que des brides, des arcs, de sabres, de longs bâtons ou encore de fouets. Ils ont pour nom Alexis Basmanov, Athanase Viazemski et Maliouta Skouratov.
L'opritchnina comprend principalement la Moscovie elle-même et les territoires qui la séparent de la mer Blanche, par laquelle est assurée l'unique liaison maritime directe. Elle est composée de plusieurs territoires distincts et correspond globalement à la moitié septentrionale la moins peuplée du pays : sud de la mer Blanche et région de la Dvina septentrionale). Ces territoires seront étendus vers l'ouest (lac Ladoga) en 1571.

## Un régime de terreur

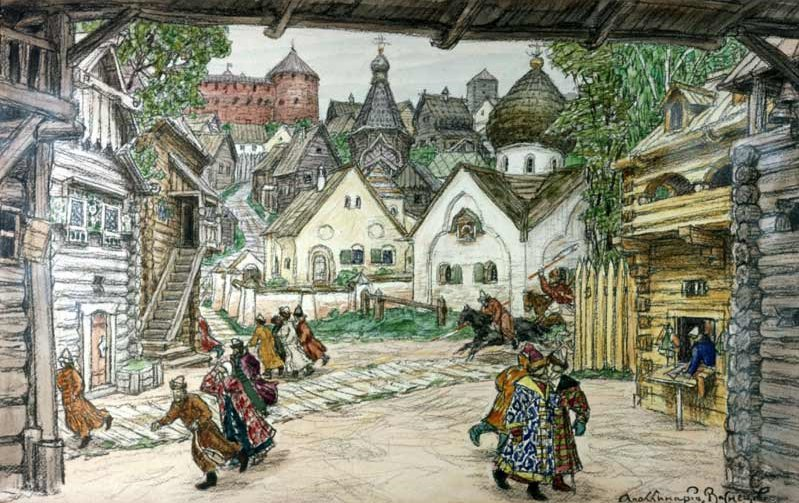
Les habitants fuyant le massacre, décor d'Apollinaire Vasniétsoff pour l'opéra de Tchaïkovski L'Opritchnik.

Le système de l'opritchnina dure de 1565 à 1572, sept ans pendant lesquels Ivan s'efforce d'anéantir ses adversaires et de briser l'ancien système de gouvernement qui ne lui convient pas. La répression fait que certains boyards incitent même la Lituanie à intervenir pour le renverser. Ivan intercepte les messages et intensifie ce qu'il faut bien appeler des purges, ces dernières qui sont très violentes, notamment à un apogée atteint entre le 2 janvier au 13 février 1570. Parmi les terreurs infligées, on remarque ainsi le pillage, mais aussi l'incendie des maisons des boyards, ces derniers qui étaient ensuite chassés, se retrouvant sans domicile. Pour d'autres, il s'agissait de douleurs physiques qui leur étaient infligées, notamment par le biais de brûlures ou encore de mutilations. Finalement, certains d'entre eux étaient livrés à une destinée des plus effroyables, c'est-à-dire qu'ils étaient relâchés dans la forêt en plein hiver et chassés par des loups ou encore lancés au cœur de rivières jusqu'à ce qu'ils se noient. Également, il est important de mentionner que non seulement les boyards furent victimes de ces massacres, mais également beaucoup de moines et religieuses puisque l'institution qu'était l'Église à cette époque protégeait énormément les boyards. Le métropolite Philippe tente d'intercéder en faveur des prisonniers. Il est arrêté et assassiné. Ivan s'acharne également sur les Staritski : sa cousine Euphrosyne Staritskaïa et le fils de celle-ci, Vladimir, sont contraints de s'empoisonner.
En 1570, Ivan découvre que les fils du « complot » remontent à Novgorod. Ses opritchniks pillent, incendient et détruisent la ville. De retour à Moscou, la troupe satanique s'attaque aux notables non titrés et commence à les massacrer. La même année, Ivan croit qu'Alexis Basmanov et Athanase Viazemski, ses fidèles assistants, tentent de le trahir, et les fait aussitôt exécuter. Ainsi, ce dernier n'hésite pas à faire usage de violence sur les membres extérieurs, donc sur le peuple, mais également sur les proches qui lui sont proches, même les gens de sa famille.

## La fin de l'opritchnina
Ivan le Terrible commence à douter de l'utilité de l'opritchnina après les exécutions d'Alexis Basmanov et d'Athanase Viazemski. Des membres de sa troupe d'élite, chargés d'assurer sa sécurité, ont été convaincus de trahison. La mort de sa troisième épouse, Marfa Sobakina, quinze jours après les noces, le convainc que seuls des opritchniks ont pu l'empoisonner. La troupe comprend alors 6 000 hommes qui pillent sans vergogne les terres de la zemchtchina sans qu'Ivan n'en ait donné l'autorisation.
Au printemps 1571, les Tatars de Crimée envahissent la Russie et parviennent à Moscou, qu'ils incendient en partie, sans que les opritchniks n'aient levé le petit doigt pour défendre la ville. Ivan les soupçonne de l'avoir trahi au profit du khan de Crimée.
Il décide alors de sévir. En juillet 1572, un nouvel oukase abolit le système de l'opritchnina et dissout la troupe des opritchniks. Les terres de l'ancienne opritchnina sont fusionnées avec celles de la zemchtchina et les anciens propriétaires sont priés de reprendre leurs terres.

## Bilan
Les historiens russes pensent que la terreur de l'opritchnina a fait près de 10 000 morts. Des paysans ont été obligés d'émigrer vers des régions plus tranquilles. Le commerce a été anéanti, le pays ruiné. L'économie russe s'en est ressentie pendant des années.
Par la suite, Pierre le Grand et Joseph Staline prendront exemple d'Ivan le Terrible et de son système pour faire leurs propres purges.

### Sources
1. 1 2   Kazimierz Waliszewski, Ivan le Terrible, Paris, Plon, 1904, p. 321-367.
2. 1 2  Pierre Gonneau 2014, p. 239.
3. ↑  Pierre Gonneau 2014, p. 259.
4. 1 2 3 4 5  Gonneau, Pierre, Histoire de la Russie : D’Ivan le Terrible à Nicolas II (1547-1917), Paris, Tallandier, p. 29-93.
5. 1 2 3  Graham, Stephen, Ivan le Terrible : Le premier tsar, Paris, Payot, 1933, p. 151-160.
6. ↑  Michel Heller : Histoire de la Russie et de son Empire, ch. 3-10, 2015, Éd. Tempus Perrin,  (ISBN 978-2262051631)
7. ↑  Pierre Gonneau 2014, p. 238.